# Communauté de communes la Brie des Moulins
Die Communauté de communes la Brie des Moulins war ein französischer Gemeindeverband mit der Rechtsform einer Communauté de communes im Département Seine-et-Marne in der Region Île-de-France. Sie wurde am 20. August 1997 gegründet und umfasste vier Gemeinden. Der Verwaltungssitz befand sich im Ort Pommeuse.

## Historische Entwicklung
Mit Wirkung vom 1. Januar 2017 fusionierte der Gemeindeverband mit der Communauté de communes Pays de Coulommiers (vor 2017) und bildete so die gleichnamige Nachfolgeorganisation Communauté de communes Pays de Coulommiers.
Trotz der Namensgleichheit mit der Vorgängerorganisation handelt es sich um eine Neugründung mit anderer Rechtspersönlichkeit.

## Ehemalige Mitgliedsgemeinden
1. Dammartin-sur-Tigeaux
2. Faremoutiers
3. Guérard
4. Pommeuse